# کائمفرول
کائمفرول (به انگلیسی: Kaempferol) با فرمول شیمیایی C۱۵H۱۰O۶ یک ترکیب شیمیایی با شناسه پاب‌کم ۵۲۸۰۸۶۳ است. که جرم مولی آن ۲۸۶٫۲۳ g/mol می‌باشد. این مادّه به نام ِ طبیع‌دان ِ آلمانی، کِمپفِر نام‌گذاری شده است. 